# Plagioquilàcies
Les plagioquilàcies (Plagiochilaceae) són una família d'hepàtiques de l'ordre Jungermanniales. N'hi ha de 500 a 1.300 espècies, la majoria dels tròpics. També estan distribuïts en zones de clima temperat i àrtiques.